# 東京科学大学総合研究院未来産業技術研究所
東京科学大学総合研究院未来産業技術研究所（とうきょうかがくだいがく そうごうけんきゅういん みらいさんぎょうぎじゅつけんきゅうじょ、英語: Precision and Intelligence Laboratory, Tokyo Institute of Technology）、東京科学大学の附置研究所。
1954年に精密機械研究所（1939年創設）と電気科学研究所（1944年創設）が合併して改組され、東京工業大学精密工学研究所が発足した。2016年に精密工学研究所、像情報工学研究所、量子ナノエレクトロニクス研究センター、建築物理研究センター、異種機能集積研究センターを統合して未来産業技術研究所が発足した。2024年に東京科学大学の発足に伴い東京科学大学 総合研究院 未来産業技術研究所となった。

## 人物
- 古賀逸策（水晶振動子研究。東京工業大学・東京大学名誉教授。日本学士院会員）
- 中田孝（歯車工学・自動制御研究。東京工業大学名誉教授。日本学士院会員）